# José Marajo
Pour les articles homonymes, voir Marajo.
José Marajo (né le 10 août 1954 à Paris) est un athlète français, spécialiste des courses de demi-fond.

## Biographie
José Marajo fait ses débuts sur la scène internationale en 1976 à l'occasion des Jeux olympiques de Montréal où il est éliminé dès les séries du 800 m. 
Médaillé de bronze aux Universiades d'été de 1977, à Split, derrière notamment Alberto Juantorena, il remporte cette même année son premier titre national sur 800 m lors des Championnats de France de Nevers. Il remporte en outre l'épreuve du 800 m en 1 min 46 s 96 disputée dans le cadre de la finale B de la coupe d'Europe des nations, le 7 août 1977 à Goeteborg en Suède en devançant notamment le Yougoslave Savic et le Hongrois Zemen. 
Licencié au Stade français, il exerce par ailleurs le métier de professeur d'EPS, notamment au Collège Hector Berlioz de Vincennes.
En 1978, le Français se classe 8e du 800 m et 6e du 1 500 m lors des Championnats d'Europe de Prague. Il égale par ailleurs le record de France du 800 m de Marcel Philippe en établissant le temps de 1 min 45 s 8 à Francfort.
L'année suivante, il remporte la médaille d'or des Jeux méditerranéens de Split, en Yougoslavie, en s'imposant dans l'épreuve du 1 500 m en 3 min 41 s 00, devant le Yougoslace Dragan Zdravković et l'Algérien Abderrahmane Morceli.
Le 12 septembre 1979, au stade Chéron de Saint-Maur-des-Fossés, José Marajo améliore de près de deux secondes son propre record de France du 800 m en 1 min 43 s 9, temps constituant alors la neuvième meilleure performance mondiale de tous les temps.
Il participe aux deux épreuves de demi-fond lors des Jeux olympiques de 1980, à Moscou, se classant septième du 800 m et du 1 500 m,. José Marajo a également détenu les records de France du 1 000 mètres (2 min 16 s 8, 1980) et du mile (3 min 50 s 98, 1983).
En 2006, il devient l'entraîneur de Mehdi Baala qui lui avait ravi le record de France en 2002.

## Palmarès

### International
| Date | Compétition           | Lieu   | Résultat | Épreuve. |
| ---- | --------------------- | ------ | -------- | -------- |
| 1977 | Universiade d'été     | Sofia  | 3e       | 800 m    |
| 1978 | Championnats d'Europe | Prague | 8e       | 800 m    |
| 1978 | Championnats d'Europe | Prague | 6e       | 1 500 m  |
| 1979 | Jeux méditerranéens   | Split  | 1er      | 1 500 m  |
| 1980 | Jeux olympiques       | Moscou | 7e       | 800 m    |
| 1980 | Jeux olympiques       | Moscou | 7e       | 1 500 m  |

### National
- Championnats de France d'athlétisme :
  - 800 m : vainqueur en 1977 et 1982
  - 800 M jeunes gens ASSU : vainqueur en 1976 en 1 min 47 s 8[6]

## Records
| Épreuve | Performance   | Lieu                  | Date              |
| ------- | ------------- | --------------------- | ----------------- |
| 800 m   | 1 min 43 s 9  | Saint-Maur-des-Fossés | 12 septembre 1979 |
| 1 500 m | 3 min 34 s 93 | Rieti                 | 4 septembre 1983  |